# 城关街道 (伊川县)
城关街道是中华人民共和国河南省洛陽市伊川县下辖的一个街道办事处。

## 行政区划
城关街道下辖以下村级行政区划单位：
西场村、瑶湾村、野狐岭村、瓦东村、瓦西村、瓦北村、南府店村、北府店村、古城寨村、西仓村、石瑶村、周村、董村、第一社区、第二社区、第三社区和第四社区。